# Le Moine (film, 2011)
Pour les articles homonymes, voir Le Moine (homonymie).
Pour plus de détails, voir Fiche technique et Distribution.
Le Moine est un  film franco-espagnol réalisé par Dominik Moll, sorti en 2011. 
Il est adapté du roman éponyme de Matthew G. Lewis, écrit en 1796 et classique de la littérature gothique.

## Synopsis
Le film se déroule dans l'Espagne du XVIIe siècle. Le prieur capucin Ambrosio, qui fut recueilli orphelin au monastère dans sa prime enfance, a toujours vécu dans une vertu qui lui vaut une grande réputation. Mais il est confronté aux tentations terrestres lorsque l'un de ses frères moines, Valerio, se dévoile comme étant une femme amoureuse de lui se prénommant en réalité Mathilde et possédant des dons sataniques. Lui cédant, Ambrosio tombe alors dans des péchés de plus en plus graves. Il désire très vite une autre jeune fille, en l'occurrence l'innocente Antonia, dont il abuse et qui se révélera être sa sœur. Emprisonné, il a une dernière vision où il vend son âme au diable comme prix du salut d'Antonia.

## Fiche technique
- Réalisateur : Dominik Moll
- Scénario : Dominik Moll et Anne-Louise Trividic, d'après le roman Le Moine de Matthew G. Lewis
- Photographie : Patrick Blossier
- Musique : Alberto Iglesias
- Son : François Maurel
- Costumes : Bina Daigeler
- Décors : Antxón Gómez
- Montage : François Gédigier et Sylvie Lager
- Production : Michel Saint-Jean, Alvaro Longoria (producteur associé )
- Société de production : Diaphana Films, Morena Films (coproduction)
- Pays d'origine :  France,  Espagne
- Format : couleur - 2,35:1 - Dolby Surround - 35 mm
- Genre : drame et historique
- Durée : 101 minutes
- Date de sortie : France et Belgique : 13 juillet 2011

## Distribution
- Vincent Cassel : Frère capucin Ambrosio
- Déborah François : Valerio/Mathilde
- Joséphine Japy : Antonia
- Sergi López : le débauché
- Catherine Mouchet : Elvire
- Jordi Dauder : Père Miguel
- Geraldine Chaplin : l'abbesse
- Roxane Duran : sœur Agnès
- Frédéric Noaille : Lorenzo de Medina
- Javivi : Frère Andrés (comme Javivi Gil Valle)